# Bolhrad rajon
Bolhrad rajon (ukrainsk: Болградський район, tr. Bolhradskij rajon) er en af 7 rajoner i Odessa oblast i Ukraine. Bolhrad rajon er beliggende mod nordvest i den sydlige del af oblasten. Mod vest og nord grænser rajonen op til  Moldova. Bolhrad rajon er i øvrigt en del af den historiske region Bessarabien.
Ved Ukraines administrative reform fra juli 2020 blev Bolhrad rajon udvidet med andre nærtliggende rajoner. Det samlede befolkningstal for Bolhrad rajon blev dermed 154.500. Efter reformen har der dog været en faldende tendens, idet rajonens befolkning pr. 1. januar 2021 udgjorde 146.424 personer.
Omkring befolkningens etniske sammensætning kan nævnes, at i den tidligere Bolhrad rajon, hvor befolkningstallet opgjort pr. 1. januar 2020 var 66.666, bestod befolkningen hovedsageligt af bulgarere. Ifølge den ukrainske folketælling fra 2001 var den næststørste og tredjestørste gruppe i den tidligere Bolhrad rajon - bedømt ud fra modersmålet - henholdsvis russere og det tyrkiske folkeslag gagauzere, som hver udgjorde omkring 17 %. Ukrainerne var helt nede på en andel på 5 %.